# Hagenburg
Hagenburg is een gemeente in de Duitse deelstaat Nedersaksen. De gemeente maakt deel uit van de Samtgemeinde Sachsenhagen in het Landkreis Schaumburg.
Hagenburg telt 4.580 inwoners.

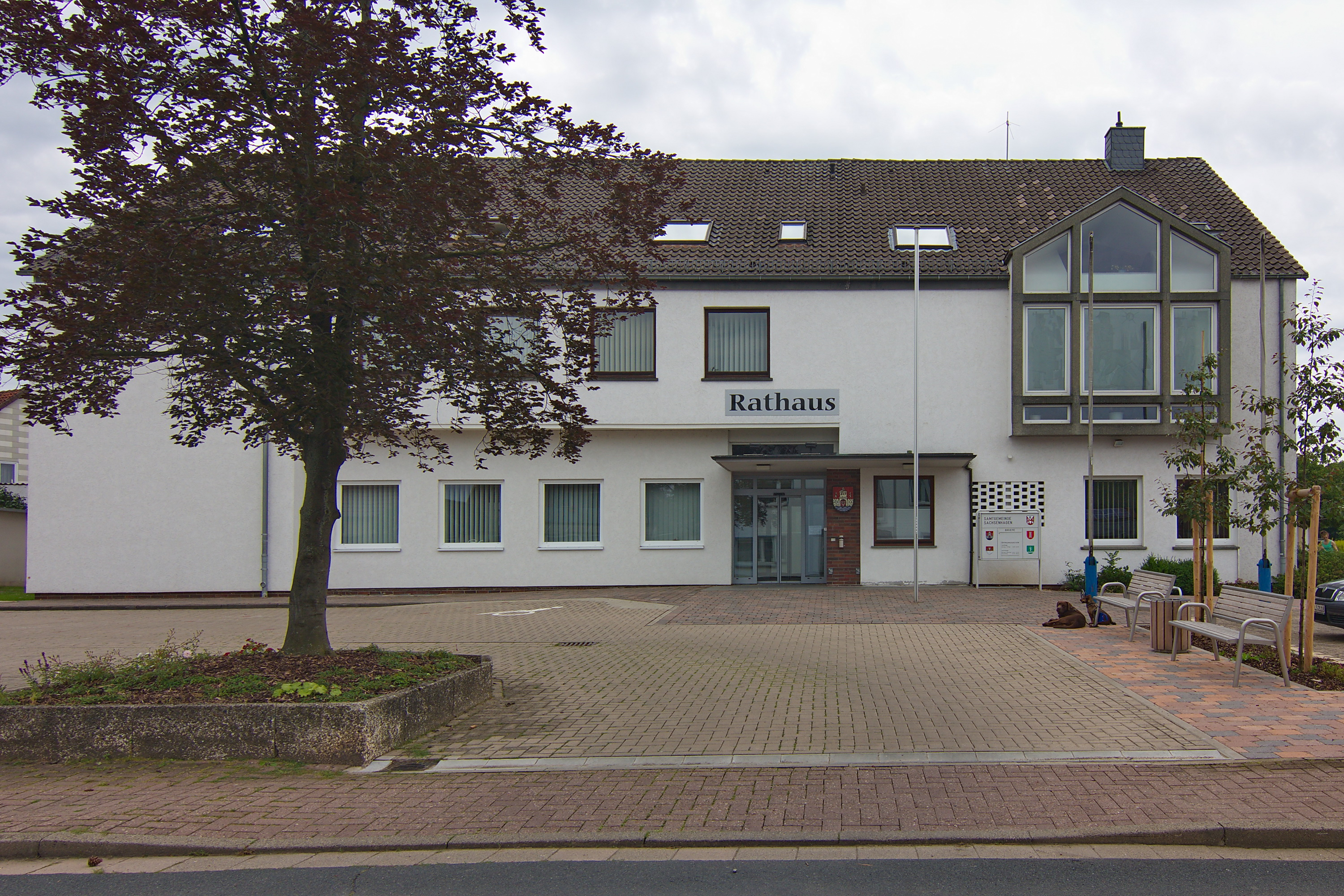
Gemeentehuis Hagenburg-Altenhagen

Hagenburg bestaat uit het vlek van die naam en het in 1970 bij de gemeente gevoegde dorp Altenhagen. Altenhagen is sindsdien de oostelijke helft van de plaats Hagenburg.

## Geografie, infrastructuur
Hagenburg ligt ten zuiden van het Steinhuder Meer dat in de gemeente Wunstorf ligt. Het wordt alleen door een 1 km breed hoogveengebied, het Hagenburger Moor, van dit meer gescheiden.  Het ligt 7½ kilometer ten noordwesten van het stadje Wunstorf, en 4 km ten westen van het toeristendorp Steinhude in die gemeente. Hagenburg wordt door de Bundesstraße 441 met Wunstorf verbonden.
Openbaar-vervoerreizigers zijn aangewezen op de streekbussen naar Wunstorf v.v., waar een spoorwegaansluiting (Station Wunstorf) is.

## Geschiedenis

### Kasteel
Kasteel Hagenburg ligt aan de noordrand van de plaats Hagenburg en op ruim een kilometer ten zuiden van het Steinhuder Meer en wordt daarmee verbonden door het Hagenburger Kanal, dat een hoogveenreservaat bij de oevers van dat meer doorkruist. Het kasteel was eeuwenlang de zomerresidentie van het Huis Schaumburg-Lippe.  Heren van het Graafschap Schaumburg bezaten in de 14e eeuw op deze locatie reeds een kasteel. Bij de verdeling in 1648 van dit graafschap kwamen het kasteel, en de plaats Hagenburg, aan het Graafschap Schaumburg-Lippe.
De zuidvleugel van het kasteel (rechts op de foto hieronder), gebouwd in vakwerkstijl, dateert uit 1686. Tussen 1790 en 1800 werd het kasteel ingrijpend verbouwd en heringericht in een stijl, die kan worden omschreven als classicisme met nog enige invloeden van de late rococo. In 2005 moesten de leden van het sinds de 19e eeuw vorstelijke Huis Schaumburg-Lippe het kasteel verkopen. De kosten van onderhoud waren te hoog. Het gebouw huisvest thans een kunstveilinghuis. Het park rondom het kasteel is vrij toegankelijk. Er komen tal van, ook zeldzame en onder natuurbescherming staande, vogels voor. Het kasteel is symbolisch op het gemeentewapen van Hagenburg weergegeven.

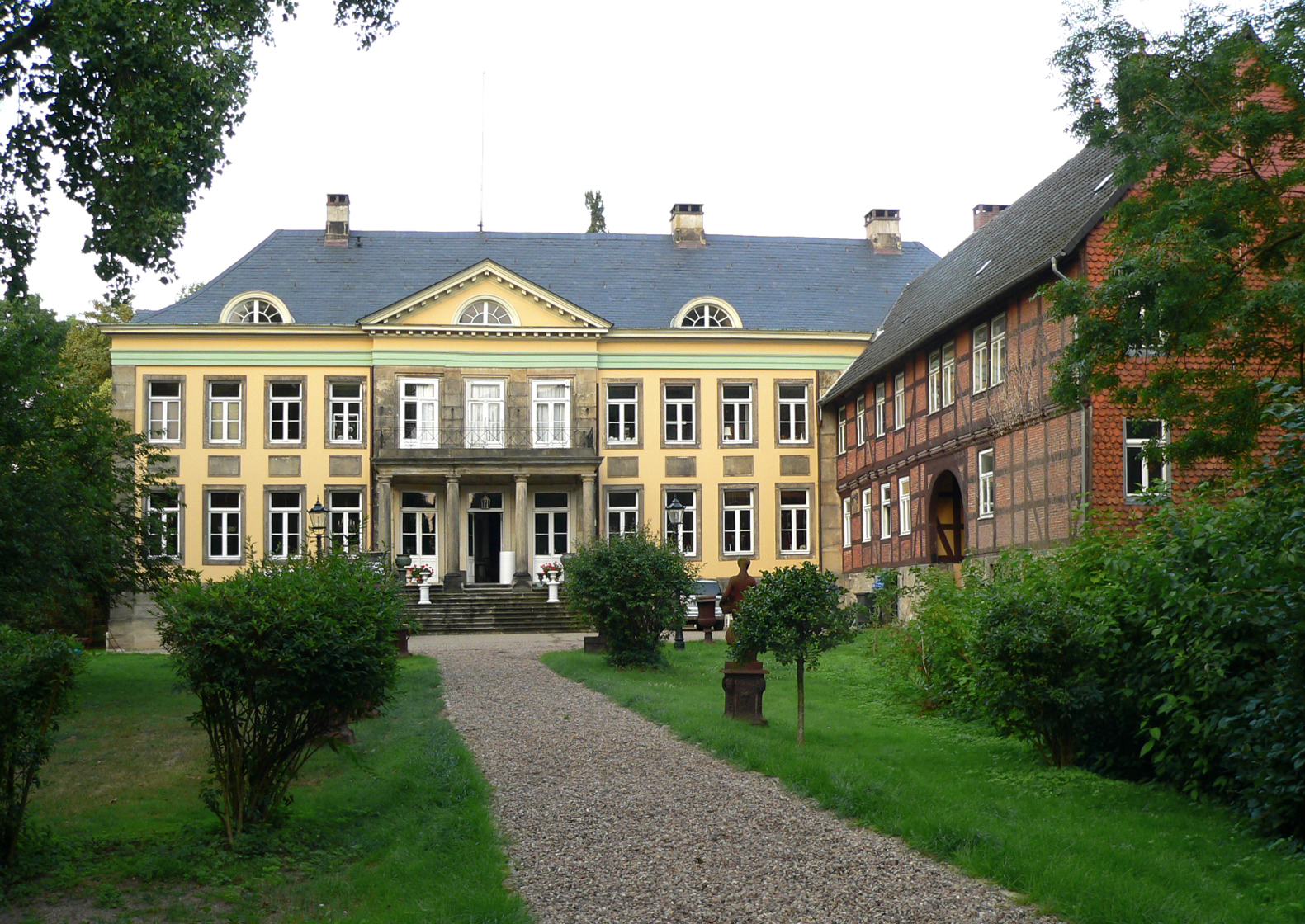
Kasteel Hagenburg
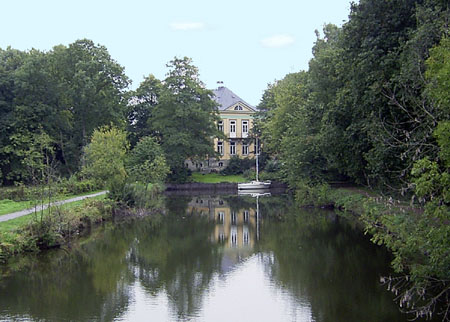
Het Hagenburger Kanal

### Overig
In 1247 wordt Altenhagen, en in 1378 kasteel en dorp Hagenborch (Hagenburg) voor het eerst in een document vermeld. Altenhagen was een zogenaamd Hagenhufendorf, een soort lintdorp van boerderijen langs een weg door een ontginning in een oud bos. 
In de Dertigjarige Oorlog werd Hagenburg geheel verwoest. Na die oorlog, in 1648, kwam het aan het Graafschap Schaumburg-Lippe. De graven verleenden Hagenburg reeds in de 16e eeuw bepaalde privileges, waardoor het een vlek werd, een plaats met een status tussen dorp en stad in.
In 1869 liet vorst Adolf I George van Schaumburg-Lippe door de beroemde architect Conrad Wilhelm Hase de vervallen kerk van Hagenburg-Altenhagen vervangen door het huidige, aan de representatieve eisen van een hoog-adellijke familie als de zijne beantwoordende, neogotische gebouw, de evangelisch-lutherse Nicolaikirche (St. Nicolaaskerk). In 1871 kwam deze kerk gereed.

## Economie
Bij Hagenburg bevindt zich een ventilatieschacht (Wetterschacht) van de kalimijn Bokeloh. Aan de zuidwestkant van Hagenburg is een bedrijventerrein aanwezig voor lokaal midden- en kleinbedrijf.
Hagenburg leeft vooral van het toerisme, in tegenstelling tot buurdorp Steinhude, vooral wandel- en fietstoerisme. In Hagenburg staan veel geheel of gedeeltelijk als vakantiehuis gebruikte woningen. Ook zijn de nieuwere wijken van de plaats aantrekkelijk voor woonforensen, die in steden in de omgeving een baan hebben.

## Galerij

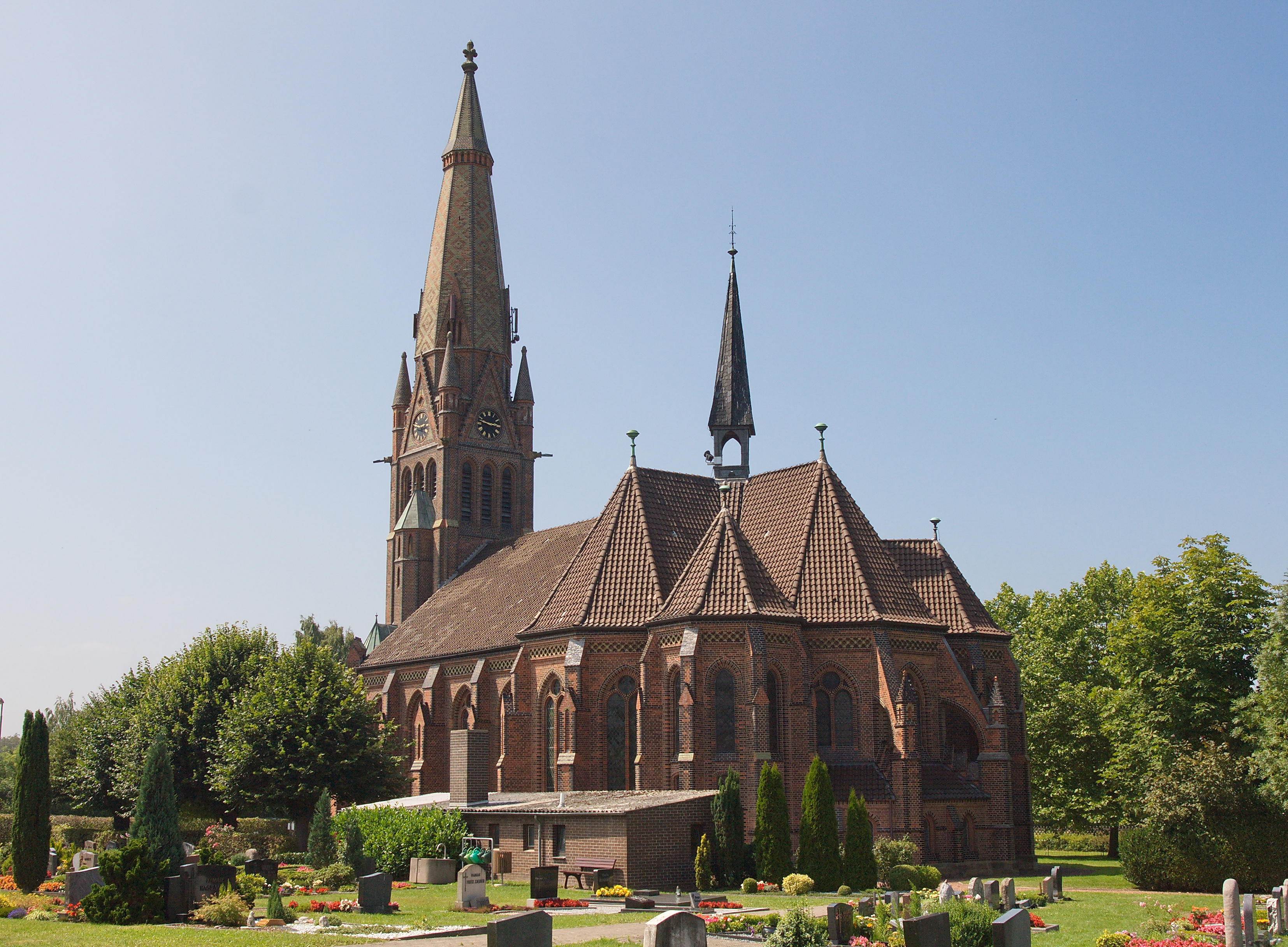
Evang.-lutherse St. Nicolaaskerk, Hagenburg-Altenhagen
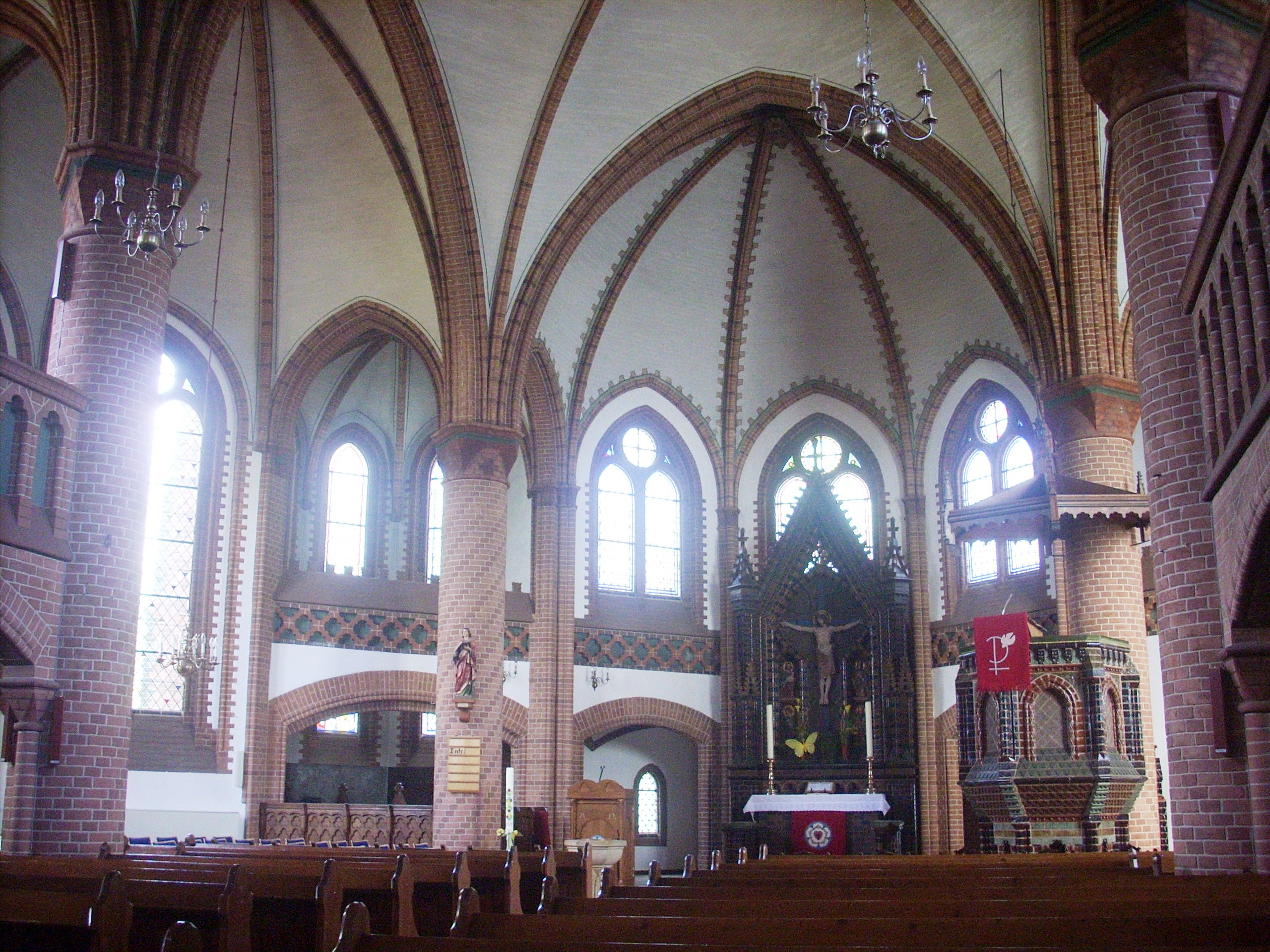
interieur van deze kerk
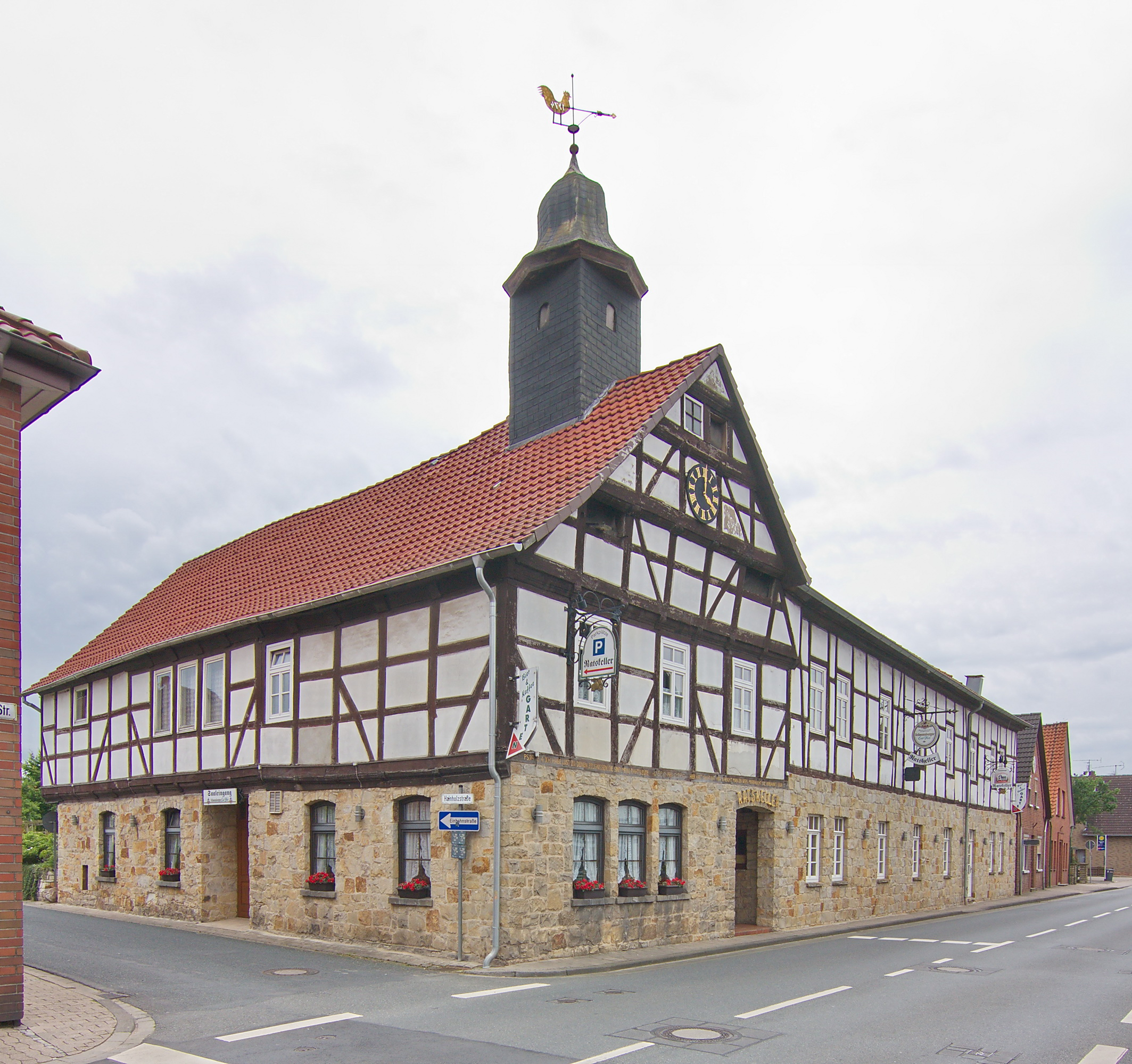
Café-restaurant Ratskeller in het historische raadhuis [2] van Hagenburg
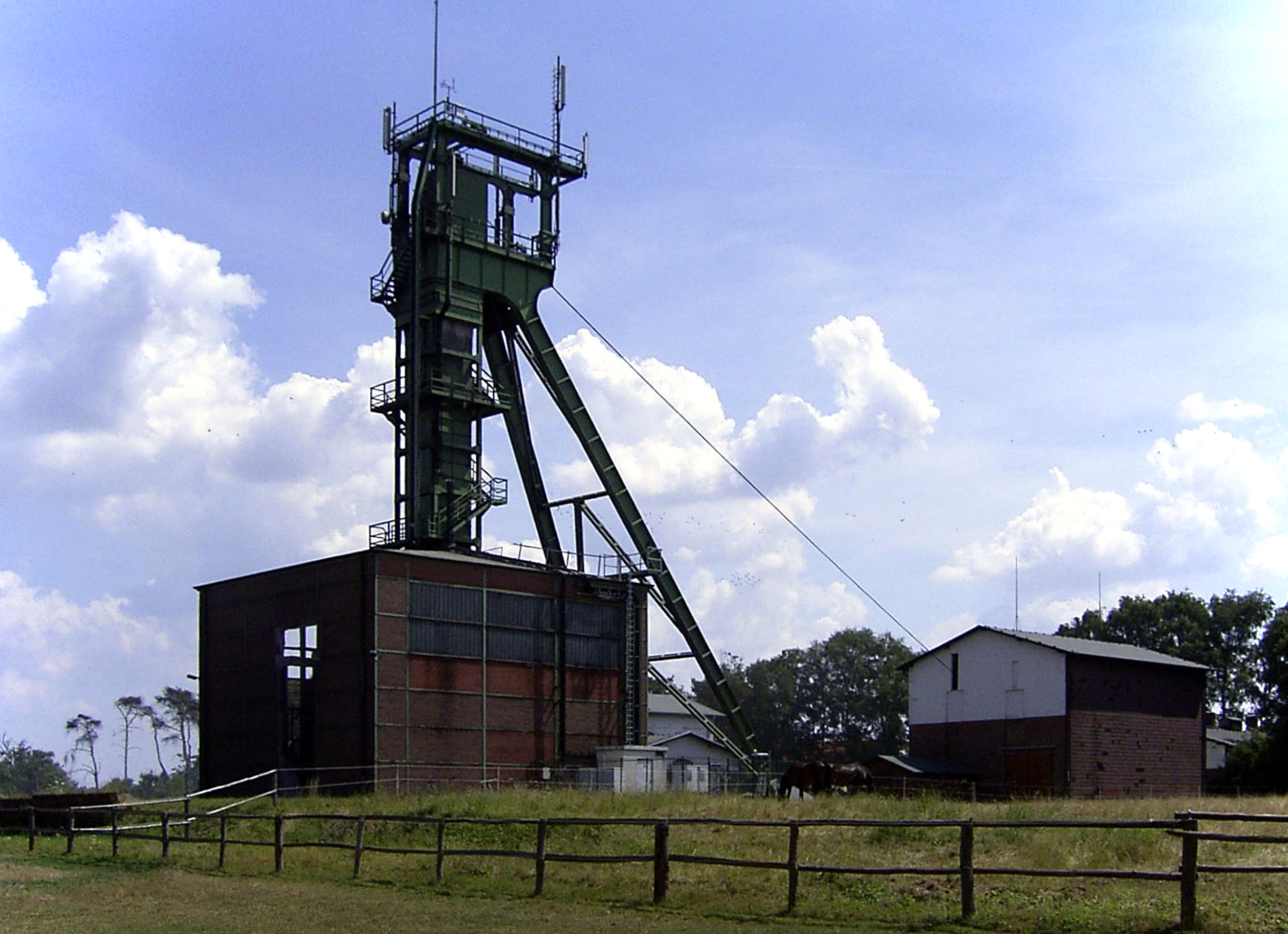
Ventilatieschacht (Schacht Weser) van de kalimijn van Bokeloh
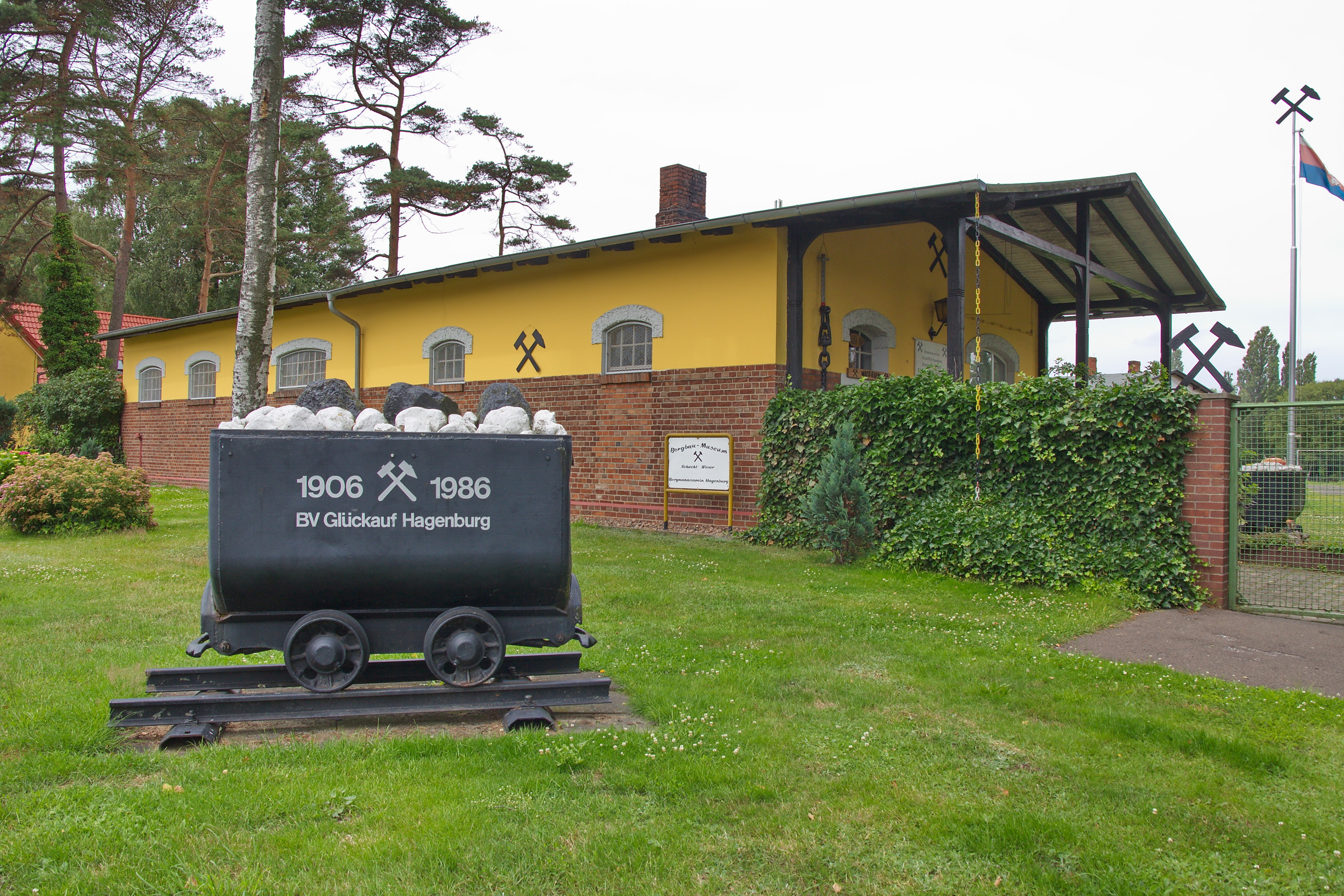
Mijnbouwmuseum nabij deze schacht

## Belangrijke personen in relatie tot de gemeente
- Walraad van Schaumburg-Lippe, voluit:  Ernst Walraad zu Schaumburg-Lippe (Stadthagen, 19 april 1887 - Hannover, 15 juni 1962 was een prins uit het Huis Schaumburg-Lippe en hoofd van dat Huis van 1936 tot aan zijn dood. Hij woonde het grootste deel van zijn leven op Kasteel Hagenburg.
- Philipp-Ernst zu Schaumburg-Lippe, voluit:  Dr. Friedrich August Philipp Ernst Wolrad Fürst zu Schaumburg-Lippe, Edler Herr zur Lippe, Graf zu Schwalenberg en Sternberg, zoon van de voorgaande, (Hagenburg, 26 juli 1928 − Bückeburg, 28 augustus 2003) was hoofd van de linie Schaumburg-Lippe en daarmee Fürst zu Schaumburg-Lippe.

- Gemeinsame Normdatei: 4715996-0
- Virtual International Authority File: 233895230

Ahnsen · 
Apelern · 
Auetal · 
Auhagen · 
Bad Eilsen · 
Bad Nenndorf · 
Beckedorf · 
Buchholz · 
Bückeburg · 
Hagenburg · 
Haste · 
Heeßen · 
Helpsen · 
Hespe · 
Heuerßen · 
Hohnhorst · 
Hülsede · 
Lauenau · 
Lauenhagen · 
Lindhorst · 
Lüdersfeld · 
Luhden · 
Meerbeck · 
Messenkamp · 
Niedernwöhren · 
Nienstädt · 
Nordsehl · 
Obernkirchen · 
Pohle · 
Pollhagen · 
Rinteln · 
Rodenberg · 
Sachsenhagen · 
Seggebruch · 
Stadthagen · 
Suthfeld · 
Wiedensahl · 
Wölpinghausen